# Unterseeboot 1208
L'Unterseeboot 1208 ou U-1208 est un sous-marin allemand (U-Boot) de type VIIC utilisé par la Kriegsmarine pendant la Seconde Guerre mondiale.
Le sous-marin est commandé le 2 avril 1942 à Danzig (Schichau-Werke), sa quille posée le 30 juin 1943, il est lancé le 13 janvier 1944 et mis en service le 6 avril 1944, sous le commandement du Korvettenkapitän Georg Hagene.
Il est coulé par la Royal Navy dans l'Atlantique Nord, en février 1945.

## Conception
Unterseeboot type VII, l'U-1208 avait un déplacement de 769 tonnes en surface et 871 tonnes en plongée. Il avait une longueur totale de 67,10 m, un maître-bau de 6,20 m, une hauteur de 9,60 m, un tirant d'eau de 4,74 m et un tirant d'air de 4,86 m. Le sous-marin était propulsé par deux hélices de 1,23 m, deux moteurs diesel Germaniawerft M6V 40/46 de 6 cylindres en ligne de 1 400 ch à 470 tr/min, produisant un total de 2 060 à 2 350 kW en surface et de deux moteurs électriques Allgemeine Elektricitäts-Gesellschaft 460/8-276 de 375 ch à 295 tr/min, produisant un total 550 kW, en plongée. Le sous-marin avait une vitesse en surface de 17,7 nœuds (32,8 km/h) et une vitesse de 7,6 nœuds (14,1 km/h) en plongée. Immergé, il avait un rayon d'action de 93 nautiques (150 km) à 4 nœuds (7,4 km/h; 4,6 milles par heure) et pouvait atteindre une profondeur de 230 m. En surface son rayon d'action était de 9 426 nautiques (soit 15 170 km) à 10 nœuds (19 km/h).
L'U-1208 était équipé de cinq tubes lance-torpilles de 53,3 cm (quatre montés à l'avant et un à l'arrière) et embarquait quatorze torpilles. Il était équipé d'un canon de 8,8 cm SK C/35 (220 coups), d'un canon de 20 mm Flak C30 en affût antiaérien et d'un canon 37 mm Flak M/42 qui tire à 15 350 mètres avec une cadence théorique de 50 coups par minute. Il pouvait transporter 26 mines Torpedomine A ou 39 mines Torpedomine B. Son équipage comprenait 4 officiers et 44 à 56 sous-mariniers.

## Historique
Il passe son temps d'entraînement initial à la 8. Unterseebootsflottille à Danzig jusqu'au 31 décembre 1944, puis il rejoint son unité de combat dans la 11. Unterseebootsflottille, basé à Bergen.
Sa première patrouille est précédée d'un court trajet de Kiel à Horten puis à Kristiansand. Elle commence le 16 janvier 1945 au départ de Kristiansand pour les côtes britanniques. 
Le 24 février 1945 à 4 h 15 du matin, l'U-1208 torpille un navire marchand britannique du convoi BTC-78, à environ 5 milles à l'ouest de Land's End. Le navire coule immédiatement, ne laissant aucun rescapé parmi les 31 membres d'équipage.
Alertés, les navires de guerre du 15e et du 3e groupe d'escorte sont envoyés sur place pour tenter de détruire l'U-Boot.
À 12 h 30, l'U-1208 coule à son tour dans la Manche au sud-est des îles Scilly, par des grenades lancées par les frégates britanniques HMS Duckworth (K351) (en) et HMS Rowley (K560) (en).
Les 49 membres d'équipage meurent dans cette attaque.
Le 18 juillet 2008, l'épave est localisée par le ROV Zeus à la position géographique 49° 51,783′ N, 6° 06,75′ O, gisant à 81 mètres de profondeur.

## Affectations
- 8. Unterseebootsflottille du 6 avril 1944 au 31 décembre 1944 (Période de formation).
- 11. Unterseebootsflottille du 1er janvier 1945 au 24 février 1945 (Unité combattante).

## Commandement
- Korvettenkapitän Georg Hagene du 6 avril 1944 au 24 février 1945.

## Patrouilles
|       | Commandant           | Départ           | Départ       | Arrivée         | Arrivée      | Jours    | Succès  |
| ----- | -------------------- | ---------------- | ------------ | --------------- | ------------ | -------- | ------- |
|       | KrvKpt. Georg Hagene | 30 décembre 1944 | Kiel         | 2 janvier 1945  | Horten       | 4 jours  |         |
|       | KrvKpt. Georg Hagene | 13 janvier 1945  | Horten       | 14 janvier 1945 | Kristiansand | 2 jours  |         |
| 1     | KrvKpt. Georg Hagene | 16 janvier 1945  | Kristiansand | 24 février 1945 | Coulé        | 40 jours | 1 644   |
| Total | Total                | Total            | Total        | Total           | Total        | 46 jours | 1 644 t |

Note : KrvKpt. = Korvettenkapitän

## Navires coulés
L'U-1208 a coulé un navire marchand de 1 644 tonneaux au cours de l'unique patrouille (46 jours en mer) qu'il effectua.
| Date            | Nom      | Nationalité | Tonnage | Convoi | Fait  | Localisation        |
| --------------- | -------- | ----------- | ------- | ------ | ----- | ------------------- |
| 24 février 1945 | Oriskany | Royaume-Uni | 1 644   | BTC-78 | Coulé | 50° 05′ N, 5° 51′ O |